# Родригес Васкес, Даниэль
Даниэ́ль Хосе́ Родри́гес Ва́скес (исп. Daniel José Rodríguez Vázquez; род. 6 июня 1988, Бетансос, Галисия) — испанский футболист, нападающий клуба «Мальорка».

## Карьера
Родился в Бетанзосе, провинции Ла-Корунья, Галисии. Начал свою карьеру в дубле «Депортиво-Де-Ла-Корунья», затем был в аренде в родном «Бетанзосе» в сезоне 2007/08. Впоследствии, вернувшись в «Депортиво», он был переведён в резерв, в Сегунду Дивизион В.
27 января 2010 года Родригес дебютировал в профессиональном футболе, сыграв последние 25 минут в матче со счётом 1-0 против «Севильи» в Кубке Испании 2009/10. В августе следующего года он присоединился к «Конкуенсе», играющий в третьем дивизионе.
24 июля 2012 года Родригес подписал контракт с «Расингом» в четвёртом дивизионе. После перехода в третий дивизион в конце своего первого сезона он продлил свой контракт до 2015 года.
2 июля 2015 года Родригес перешёл в «Расинг Сантандер» согласившись на трехлетний контракт. 27 июля следующего года он перешел в команду «Альбасете», стал игроком стартового состава и помог команде выйти в испанскую Сегунду.
8 октября 2017 года Родригес забил свой первый профессиональный гол, забив с пенальти в матче со счётом 2-1 против «Лорки». В следующем сезоне 18 июня он подписал трехлетний контракт с «Мальоркой», в качестве свободного агента. С ним команда вышла в испанскую примеру. Забил дебютный и победный гол команды в матче с «Эйбаром».